# Théophile Tilmant
Théophile Joseph Alexandre Tilmant (vaak Tilmant aîné genoemd, Tilmant de oudere) (Valenciennes, 9 juli 1799 – Asnières, 7 of 8 mei 1878) was een Frans violist en dirigent.
Tilmant was een van de oprichtende leden van het Orchestre de la Société des Concerts du Conservatoire in 1828, waarvan hij op 5 mei 1860 de chef-dirigent en vicevoorzitter werd. Hij ging met pensioen van de Société op 17 november 1863.
Hij was leerling van Kreutzer en speelde in het orkest van de Opéra-Comique en het orkest van de Opera van Parijs (altviool vanaf 1824 en viool in de jaren 1826-38). Hij leidde het orkest van het Théâtre-Italien en de Concerts du Gymnase. Hij was chef-dirigent van de Opéra-Comique van 1849 tot 1868. Tilmant ontving de Legioen van Eer in 1861.
Tilmant dirigeerde de volgende premières:
- Le caïd van Ambroise Thomas op 3 januari 1849;
- Le toréador van Adolphe Adam op 18 mei 1849;
- Galathée van Victor Massé op 14 april 1852;
- Le Sourd ou l’Auberge Pleine van Adam op 2 februari 1853;
- Les noces de Jeannette van Massé op 4 februari 1853;
- L'étoile du nord op 16 februari 1854;
- Mignon van Thomas op 17 november 1866.[2]